# Dvalin (Band)

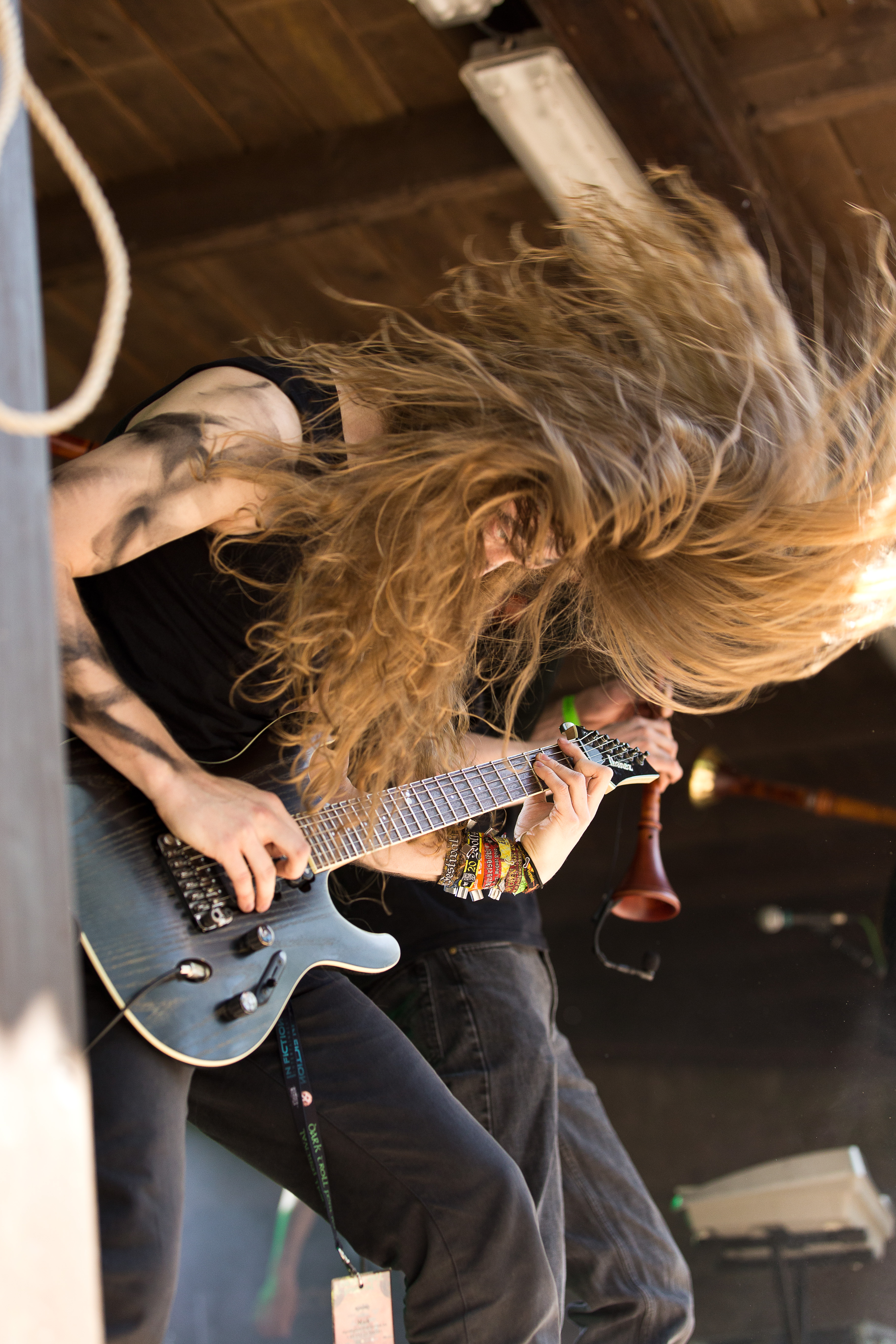
Dvalin auf dem Dark Troll Festival 2016.

Dvalin ist eine siebenköpfige Folk-Metal-Band aus Würzburg. Charakteristisch für ihren Sound ist die Verwendung mittelalterlicher Instrumente wie Dudelsack oder Drehleier.

## Geschichte
Dvalin wurde 2010 unter dem Namen Geopfert gegründet. Ihr Konzertdebüt gaben sie am 12. November 2010 im Würzburger B-Hof als Vorband für Varg. 2011 folgte unter dem neuen Namen Dvalin ein Auftritt auf dem Wackel Festival in Speichersdorf, wo sich die Band die Bühne mit Szenegrößen wie den Excrementory Grindfuckers, Eisregen, Fiddler’s Green und J.B.O. teilte.
In den Jahren 2013 und 2014 begannen die ersten Aufnahmen, die ein Demo und auch das erste Album Aus dem Schatten hervorbrachten. Auftritte wie auf der Hauptbühne des Out-and-Loud-Festivals folgten und schließlich konnte ein Vertrag bei NoiseArt Records unterschrieben werden. Am 8. Januar 2016 erschien das Debütalbum Aus dem Schatten.
Am 3. November 2023 erschien die EP Ravenous Dreams. Die Release Show fand tags darauf im ausverkauften Bechtolsheimer Hof in Würzburg statt.

## Diskografie
- 2014: Promo (Demotape)
- 2016: Aus dem Schatten (Album, NoiseArt Records)
- 2023: Ravenous Dreams (EP, Independent)[4]